# Det bästa lilla horhuset i Texas
Det bästa lilla horhuset i Texas (eng: The Best Little Whorehouse in Texas) är en amerikansk komedifilm från 1982. Den är i regi av Colin Higgins, som även skrivit filmens manus. Filmen är baserad på Broadwaymusikalen med samma namn. I huvudrollerna ses Dolly Parton, Burt Reynolds, Jim Nabors, Charles Durning, Dom DeLuise, Theresa Merritt och Mary Louise Wilson. Dolly Parton stod för filmmusiken, med sånger som "Sneakin' Around" och "I Will Always Love You".

## Handling
Utanför Gilbert i Texas ligger det sedan många år en bordell. Hela Texas ögon riktas mot denna bordell när en TV-reporter uppmärksammar den formellt olagliga verksamhet som pågår där med den lokala sheriffens vetskap.

## Rollista i urval
- Dolly Parton – Mona Stangley
- Burt Reynolds – Ed Earl Dodd, sheriff
- Dom DeLuise – Melvin P. Thorpe, TV-reporter
- Charles Durning – Guvernör
- Theresa Merritt - Jewel
- Jim Nabors - Vicesheriff Fred
- Lois Nettleton - Dulcie Mae
- Noah Beery, Jr - Edsel
- Robert Mandan - Senator Charles Wingwood
- Barry Corbin – C.J.
- Mary Jo Catlett - Rita Crowell
- Mary Louise Wilson - Miss Modene
- Howard K. Smith - sig själv
- Donald F. Colson - Jeff Gerald
- Helen Kleeb - Dora
- Mickey Jones - Henry
- Bobby Fite - Dulcie Maes son
- Paula Shaw - Wulla Jean
- Kenneth White - Sheriff Jack Roy
- Ted Gehring - Sheriff Chapman
- Lee Grosscup - Football Color Man
- Alice Drummond - Guvernörens sekreterare

## Musik i filmen i urval
- "A Lil' Ole Bitty Pissant Country Place", skriven av Carol Hall, framförd av Dolly Parton, Theresa Merritt och Whorehouse Girls
- "Sneakin' Around", skriven av Dolly Parton, framförd av Dolly Parton och Burt Reynolds
- "Watchdog Report/Texas Has a Whorehouse in It", skriven av Carol Hall, framförd av Dom DeLuise och The Doggettes
- "The Aggie Song", skriven av Carol Hall, framförd av The Aggies
- "Where Stallions Run", skriven av Dolly Parton, framförd av Burt Reynolds
- "The Sidestep", skriven av Carol Hall, framförd av Charles Durning
- "Hard Candy Christmas", skriven av Carol Hall, framförd av Dolly Parton
- "I Will Always Love You", skriven och framförd av Dolly Parton